# Tavera
Tavera (en cors Tavera) és un municipi francès, situat a la regió de Còrsega, al departament de Còrsega del Sud. L'any 1999 tenia 336 habitants.

## Demografia
| 1962 | 1968 | 1975 | 1982 | 1990 | 1999 |
| ---- | ---- | ---- | ---- | ---- | ---- |
| 268  | 278  | 267  | 250  | 249  | 336  |

## Administració
| Període | Identitat             | Partit | Qualitat |
| ------- | --------------------- | ------ | -------- |
| 2001-   | Paul-François Raffali |        |          |

## Història
Aquesta vila deu el seu nom a una família noble espanyola, un membr de la qual, anomenat Juan Antonio Pagano de Tavera arribà a Còrsega en el segle xvi i s'establí a la regió d'Ajaccio, i hi farà construir a la zona muntanyenca un indret anomenat Tavera Vecchia, on hi havia una església romana del segle VII no gaire lluny de Bocognano. Els habitants de la vila són descendents d'aquesta família i dels seus servidors, que amb els anys baixaren a la vall. El 1622 construïren una mansió anomenada Casalta i més tard una altra anomenada Casa-nova.
Napoleó Bonaparte, aleshores Capità d'artilleria, s'oposà a Pascal Paoli. Denunciat i perseguit, marxà precipitadament de Corte per Ajaccio i s'aixoplugà a Tavera.

## Personatges il·lustres
- Hasan Corso